# Ziniaré
Ziniaré là một tổng của tỉnh Oubritenga ở bắc trung bộ Burkina Faso. Thủ phủ của tổng này là thị xã Ziniaré. Theo điều tra dân số năm 1996, tổng này có dân số 55.852 người .

## Các thị xã và các làng
- Thị xã Ziniaré	(13 595 dân) (thủ phủ)
- Badnogo	(515 dân)
- Bagadogo	(1 022 dân)
- Basbedo	(939 dân)
- Barkuitenga	(1 529 dân)
- Barkoudouba	(859 dân)
- Betta	(1 265 dân)
- Bissiga Peulh	(144 dân)
- Boalin	(580 dân)
- Boulba	(748 dân)
- Gam-Silimimossé	(800 dân)
- Gombogo	(642 dân)
- Gombogo-Peulh	(188 dân)
- Gonsé	(210 dân)
- Gondogo Tandaaga	(853 dân)
- Gombogo	(1 645 dân)
- Ipala	(1 417 dân)
- Kartenga	(811 dân)
- Koada-Yarcé	(483 dân)
- Koassanga	(2 551 dân)
- Kolgondiessé	(477 dân)
- Koulgandogo	(239 dân)
- Koulgando-peulh	(195 dân)
- Ladwenda	(873 dân)
- Laongo-yanga	(972 dân)
- Matté	(906 dân)
- Moutti	(1 200 dân)
- Moyargo	(618 dân)
- Nabitenga	(636 dân)
- Nakamtenga I	(749 dân)
- Nakamtenga II	(700 dân)
- Namassa	(1 105 dân)
- Napamboubou-saalin	(415 dân)
- Ouagatenga 	(515 dân)
- Oubri-Yaoghin	(1 465 dân)
- Pilaga peulh	(479 dân)
- Rassempoughin	(201 dân)
- Sawana	(2 095 dân)
- Songpélcé	(2 357 dân)
- Tanghin-Gombogo	(917 dân)
- Tanghin Goudry	(528 dân)
- Tamassa	(307 dân)
- Tamissi	(959 dân)
- Tambogo Peulh	(226 dân)
- Tampougtenga	(1 007 dân)
- Tanpoko Peulh	(295 dân)
- Taonsgo	(1 609 dân)
- Tibin	(619 dân)
- Ziga	(2 392 dân)